# Белонокта ветрушка
Белонокта ветрушка (лат. Falco naumanni) је малa птица из породице соколова. Ова врста се гнезди од Медитерана преко Авганистана и Централне Азије, до Кине и Монголије. То је летња птица селица која зимује у Африци и Пакистану, а понекад чак и у Индији и Ираку. Ретка је северно од свог подручја гнежђења, а опада у свом европском подручју распрострањености. Име рода потиче од каснолатинске речи falx, falcis, што значи срп, што се односи на канџе птице, а научно име врсте је у част немачког природњака Јохана Фридриха Наумана.

## Опис
То је мала птица грабљивица, 27-33 цм дужине са 63-72 цм распоном крила. Изгледа веома слично већој обичној ветрушци, али има пропорционално краћа крила и реп. Дели смеђа леђа и пругасто сиви доњи део тела са већим врстама. Мужјак има сиву главу и реп као мужјаци обичне ветрушке, али нема тамне пеге на леђима, црну пругу на образу, и има сиве мрље на крилима.
Женка и младе птице су мало блеђе од својих сродника, али су толико сличне да су оглашавање и структура бољи водичи од перја. Позив је дијагностички оштар "чај-чај-чај", за разлику од "ки-ки-ки" обичне ветрушке. Ниједан пол нема тамне канџе као што је уобичајено код соколова; оне ове врсте имају необичну беличасту боју канџи. Међутим, ово је уочљиво само када се птице виде из непосредне близине.

## Таксономија
Упркос спољашњој сличности, ова врста изгледа није у блиском сродству са обичном ветрушком. У ствари, анализа секвенце мтДНК цитохрома поставља је на базалну позицију у односу на остале „праве“ ветрушке (тј. искључујући америчку ветрушку и вероватно бледосивом ветрушком). Његова дивергенција се оквирно смешта око границе миоцена и плиоцена (месински до занклеански период, или пре око 7–3,5 милиона година). Морфолошка сличност са обичном ветрушком је загонетна, али ипак изгледа да одаје стварне везе садашње врсте; недостатак црне пруге на образу изгледа као карактеристика ветрушки, а сива боја крила уједињује белонокту ветрушку са већином других врста сокола, али не и са осталим правим ветрушкама.
Иако се тренутно сматра монотипским без подврста, истраживање целог ареала објављено 2025. године открило је дубоку генетску поделу између југозападне популације и североисточне популације, подељене Кавкаским планинама; две популације се значајно разликују у адаптацији и екологији и показују само веома ограничену интеграцију. Две популације такође зимују одвојено, при чему југозападна зимује у региону Сахела у тропској северној Африци од Сенегала источно до Судана, а североисточна од Етиопије јужно до Јужне Африке.

## Екологија
Белонокта ветрушка је, као што и само име каже, мања и нежнија птица од обичне ветрушке и у потпуности је симпатрична са њом у свом подручју гнежђења; такмиче се у ограниченој мери. Стога, могућност да постоји неки облик адаптивне предности сличне боје који заслужује проучавање. Узимајући у обзир да би белонокта ветрушка заправо имала предност ако би је неки потенцијални предатори помешали са већом врстом и последично је избегавали, могло би се радити о такозваној Милеровој мимикрији.
Белонокта ветрушка једе инсекте, али и мале птице, гмизавце и глодаре (посебно мишеве), које често лови на земљи. Гнезди се колонијално на зградама, литицама или у рупама дрвећа, полажући 3–6 јаја. Није изграђена структура гнезда, што је типично за соколове. На својим зимовалиштима у западној Африци, белонокте ветрушке преферирају „појас географске ширине“ кроз Сенегал где скакаваца има много. Истраживања белоноктих ветрушки које су зимовале у јануару 2007. године, коју је спровела Лига за заштиту птица, открила су да се оне заједнички одмарају. Склониште у Сенегалу откривено током једног од истраживања садржавало је 28.600 птица, заједно са 16.000 маказасторепих луња (Chelictinia riocourii).
Распрострањена је и бројна на глобалном нивоу, а IUCN ју је класификовао као најмање забрињавајући таксон. Поред могућег уништавања станишта, чини се да неселективна употреба пестицида има снажан утицај на ову врсту због њених инсектоједних навика.

## Галерија
- Белонокта ветрушка (Falco naumanni) Пештер, Карајукића Бунари, Сјеница, Србија
- Белонокта  ветрушка из Фуџејре
- Пар на зимовалишту у Јужној Африци
- Мужјак Белоноктe ветрушкe храни птиће
- Птићи Белоноктe ветрушке
- Мужјак Белоноктe ветрушке храни своје пилиће рибицом Laudakia stellio, пустиња Негев, Израел
- Јаје, Музеј колекције Висбаден
- Јаја, колекција MHNT